# Edgar Ring

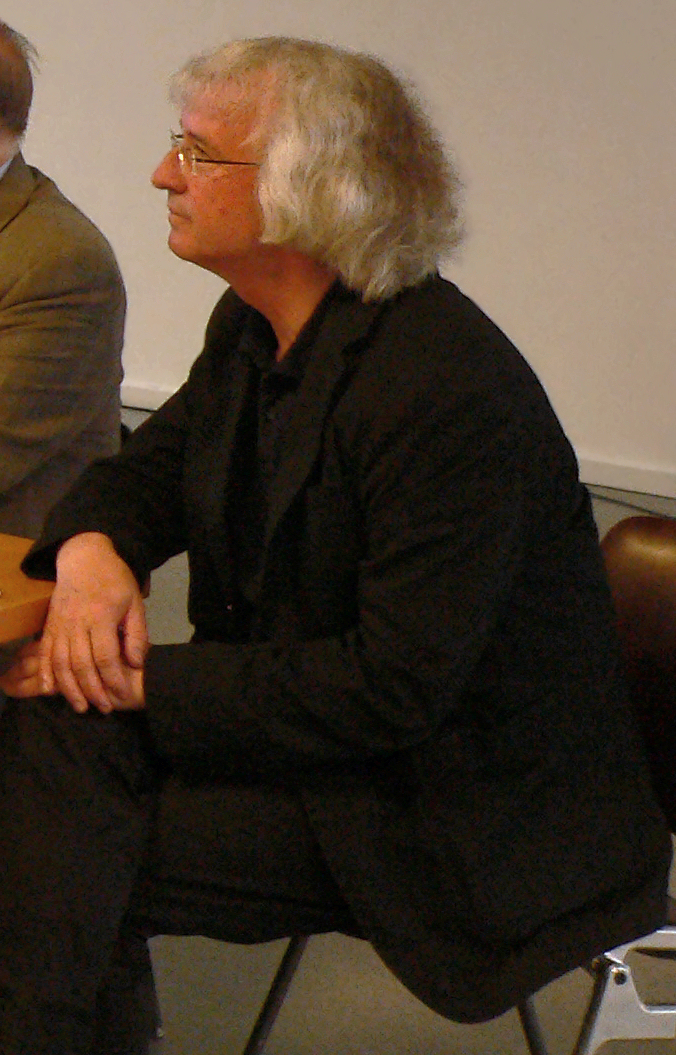
Edgar Ring, 2015

Edgar Ring (* 1955 in Haltern am See) ist ein deutscher Mittelalter- und Neuzeitarchäologe sowie Hochschullehrer.

## Leben
Von 1975 bis 1986 studierte er Ur- und Frühgeschichte, Volkskunde und Nordistik an den Universitäten Münster, Mainz und Kiel. Nach der Promotion 1986 bei Michael Müller-Wille mit der Arbeit Die Königspfalz Werla. Die mittelalterliche Keramik war er von 1987 bis 1991 Leiter der Stadtarchäologie in Uelzen. Von 1991 bis 2021 leitete er die Stadtarchäologie in Lüneburg. Von 1996 bis 2011 führte  er die Denkmalpflege in Lüneburg. Von 2011 bis 2021 war er Kurator der Archäologie in der Museumsstiftung Lüneburg. Seit 1994 ist er Lehrbeauftragter am Archäologischen Institut der Universität Hamburg. 2014 wurde ihm die akademische Bezeichnung „Professor“ gemäß § 17 des Hamburgischen Hochschulgesetzes verliehen.

## Herausgeberschaften
- Archäologie und Bauforschung in Lüneburg seit 1995[2]
- Denkmalpflege in Lüneburg seit 1999[3]
- Frank Andraschko, Hilke Lamschus, Christian Lamschus, Edgar Ring (Hrsg.): Ton Steine Scherben. Ausgegraben und erforscht in der Lüneburger Altstadt, (De Sulte 6) Lüneburg 1996.